# Andreas Vindheim
Andreas Vindheim (* 4. August 1995 in Bergen) ist ein norwegischer Fußballspieler. Zuletzt stand er bei Sparta Prag unter Vertrag. Aktuell ist er vereinslos.

## Werdegang

### Karrierestart in Norwegen
Vindheim startete seine Fußballkarriere im Alter von neun Jahren bei Brann Bergen. 2012 rückte er in den erweiterten Profikader auf, im Mai debütierte er bei der mit einem 2:1-Auswärtssieg erfolgreich gestalteten Erstrundenpartie im Landespokal gegen IL Bjarg in der Startformation. Während er sich in der Folgezeit in den Kreis der norwegischen Nachwuchsnationalmannschaften spielte und für die U-18- sowie U-19-Auswahlmannschaft auflief, kam er auf Vereinsebene nur in Pokalspielen in der Wettkampfmannschaft zum Einsatz. Am 4. Mai 2014 debütierte er bei einem Ligaspiel gegen Start Kristiansand in der Tippeligaen und etablierte sich im Saisonverlauf in der Stammformation. Seine Leistungen wurden mit einer erstmaligen Berufung in die U-21-Nationalmannschaft im September des Jahres belohnt.

### Wechsel zu Malmö FF
Anfang 2015 wechselte Vindheim zum schwedischen Erstligisten Malmö FF, bei dem er einen bis 2020 gültigen Vier-Jahres-Vertrag unterzeichnete. Als Perspektivtransfer gedacht, der insbesondere Anton Tinnerholm als Offensivverteidiger Druck machen sollte, kam er in seinen ersten beiden Spielzeiten nur unregelmäßig und vornehmlich als Einwechselspieler zum Einsatz. Dabei trug er in der zweiten Qualifikationsrunde zur UEFA Champions League 2015/16 beim 1:0-Auswärtserfolg beim litauischen Vertreter  Žalgiris Vilnius mit einem Kurzeinsatz zur Verwaltung des Vorsprungs kurz vor Spielschluss zur zweiten Qualifikation für die Gruppenphase der europäischen Königsklasse in Folge bei. Dort blieb er jedoch ohne Spieleinsatz. Am Ende der Spielzeit 2016 gewann er mit Malmö FF den schwedischen Meistertitel, zu dem er unter Trainer Allan Kuhn in lediglich – zum Teil auch verletzungsbedingt – sechs Spieleinsätzen beigetragen hatte. Der neue Trainer Magnus Pehrsson setzte ihn in der folgenden Spielzeit zwar häufiger ein, bei der Titelverteidigung im folgenden Jahr stand er jedoch nur elf Mal in der Startelf und kam insgesamt in 18 der 30 Saisonspiele zum Einsatz.
Das Jahr 2018 begann für Vindheim zunächst positiv, in der Gruppenphase des Pokalwettbewerbs 2017/18 sowie beim Viertelfinalerfolg gegen IFK Göteborg im April kam er in allen Spielen zum Einsatz. Anschließend fand er jedoch zu Beginn der Spielzeit 2018 keine Berücksichtigung, erst nachdem Uwe Rösler in der Sommerpause das Traineramt übernommen hatte, debütierte er im Saisonverlauf in der Meisterschaft. Unter dem deutschen Trainer verlor die Mannschaft nur eine Ligapartie bis zum Saisonende und qualifizierte sich als Tabellendritter für die Qualifikationsrunden zur UEFA Europa League 2019/20. Mit einem Tor in zehn Spielen war Vindheim daran beteiligt.

### Sparta Prag
Am 1. Juli 2019 wechselte Vindheim zum tschechischen Erstligisten Sparta Prag. Am 10. Januar 2022 wurde für ein halbes Jahr an den FC Schalke 04 ausgeliehen. Von der ausgehandelten Kaufoption machten die Knappen am Ende der Saison keinen Gebrauch. Im Januar 2023 erfolgte eine weitere Leihe bis Saisonende zu Lillestrøm SK. Im September 2023 wurde Vindheim bis Jahresende zu FK Teplice verliehen, wo er allerdings kein Spiel bestritt.

## Erfolge
Malmö FF
- Schwedischer Meister: 2016, 2017

Sparta Prag
- Tschechischer Pokalsieger: 2020

FC Schalke 04
- Deutscher Zweitligameister: 2022

## Sonstiges
Andreas Vindheim ist der Sohn des ehemaligen Fußballspielers Rune Vindheim, der in Norwegen und England aktiv war.